# Giovanni De Gregorio (pittore)
Giovanni De Gregorio, detto "Il Pietrafesa" (Pietrafesa, 1579 o 1580 – 1656), è stato un pittore italiano.
Attivo nel Regno di Napoli tra la Basilicata, il Principato Citra e l'alta Calabria fra il 1608 e il 1653, è stato un artista della scuola napoletana.

## Biografia
Il pittore, nato in una famiglia di condizioni economiche non molto favorevoli, è conosciuto soprattutto con l'appellativo "Il Pietrafesa" o "Pietrafesano", soprannome col quale ama firmare le sue opere e che rimanda al paese natio, l'antico toponimo dell'odierna Satriano di Lucania.
La sua nascita a Pietrafesa intorno al 1579 si ricava da un documento notarile del 1595, in cui si rileva che il pittore Fabrizio Santafede, a Napoli, si accorda con Gregorio de Gregorio per prendere a bottega per sei anni il figlio quindicenne Giovanni.L artista è ricordato soprattutto per aver dipinto Madonne per le chiese , per la sua capacità di rendere il loro volto innocente e per lo stile gotico adottato. 
Dopo il 1595, quando inizia il suo apprendistato partenopeo, le fonti archivistiche tacciono, e l'assenza di informazioni rende molto ardua la ricostruzione di questo fondamentale periodo.
Al 1608 risale la sua prima opera firmata, la Pietà custodita nella chiesa di San Francesco a Potenza. L'opera testimonia il ritorno nella terra d'origine, dove l'alta qualità della sua produzione pittorica gli conferisce un ruolo da protagonista e una posizione di assoluto prestigio nell'arte lucana del tempo. Egli svolge la sua attività anche a Tito dove rappresenta sulle pareti del Convento famiglie che in modo da tramandare qualcosa su di loro. 
Fino alla metà degli anni Trenta del Seicento la sua attività pittorica è febbrile. Molti paesi dell'area compresa tra la Lucania e il Principiato Citra, infatti, conservano testimonianze pittoriche de Il Pietrafesa, spesso custodite in chiese e conventi appartenuti all'Ordine Francescano.
Gli ultimi lavori sono datati tra la fine degli anni Quaranta e i primi anni Cinquanta (come la Crocifissione con San Domenico, del 1653, per la Chiesa delle Domenicane a Matera).
Da alcuni documenti riguardanti un figlio di Giovanni, Giuseppe, anch'egli pittore, si deducono importanti informazioni sull'ultima fase de Il Pietrafesa. Giovanni de Gregorio, dopo la nascita del figlio a Vignola (1637 ca., oggi Pignola), si ritira a Pietrafesa, dove vive fino alla morte avvenuta nell'anno 1656. Ciò esclude che l'artista sia morto nel 1646, come riferisce Costantino Gatta, il quale senz'altro trascrive in maniera erronea l'epigrafe tombale del pittore, tumulato nella chiesa parrocchiale di Pignola.

## Opere autografe e attribuite

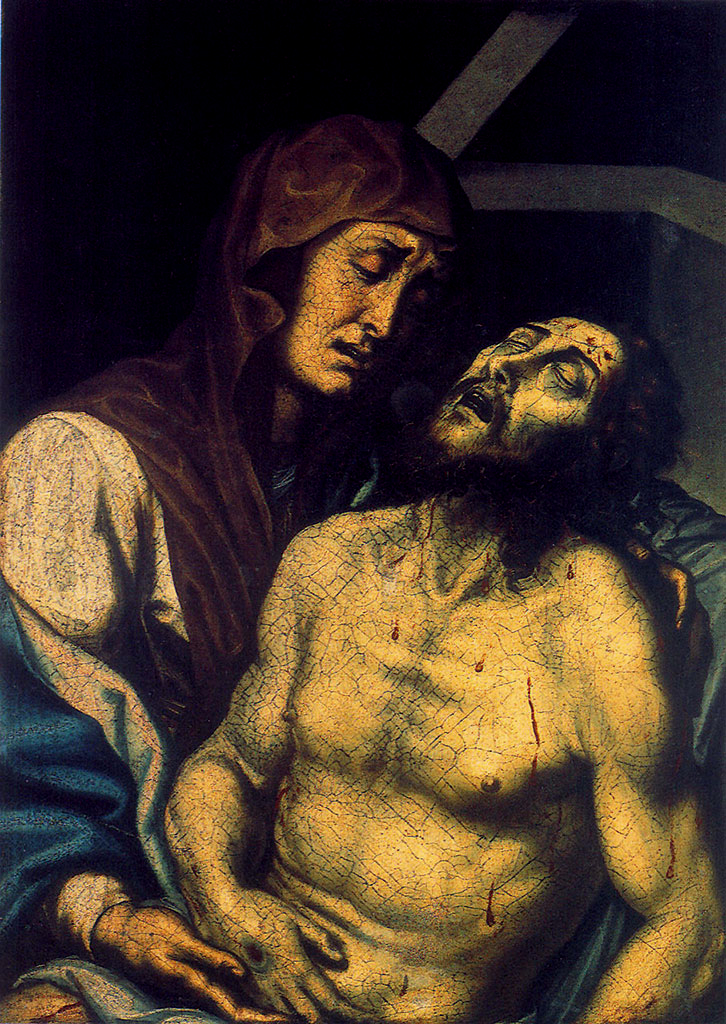
Pietà, 1608, Potenza, chiesa di San Francesco

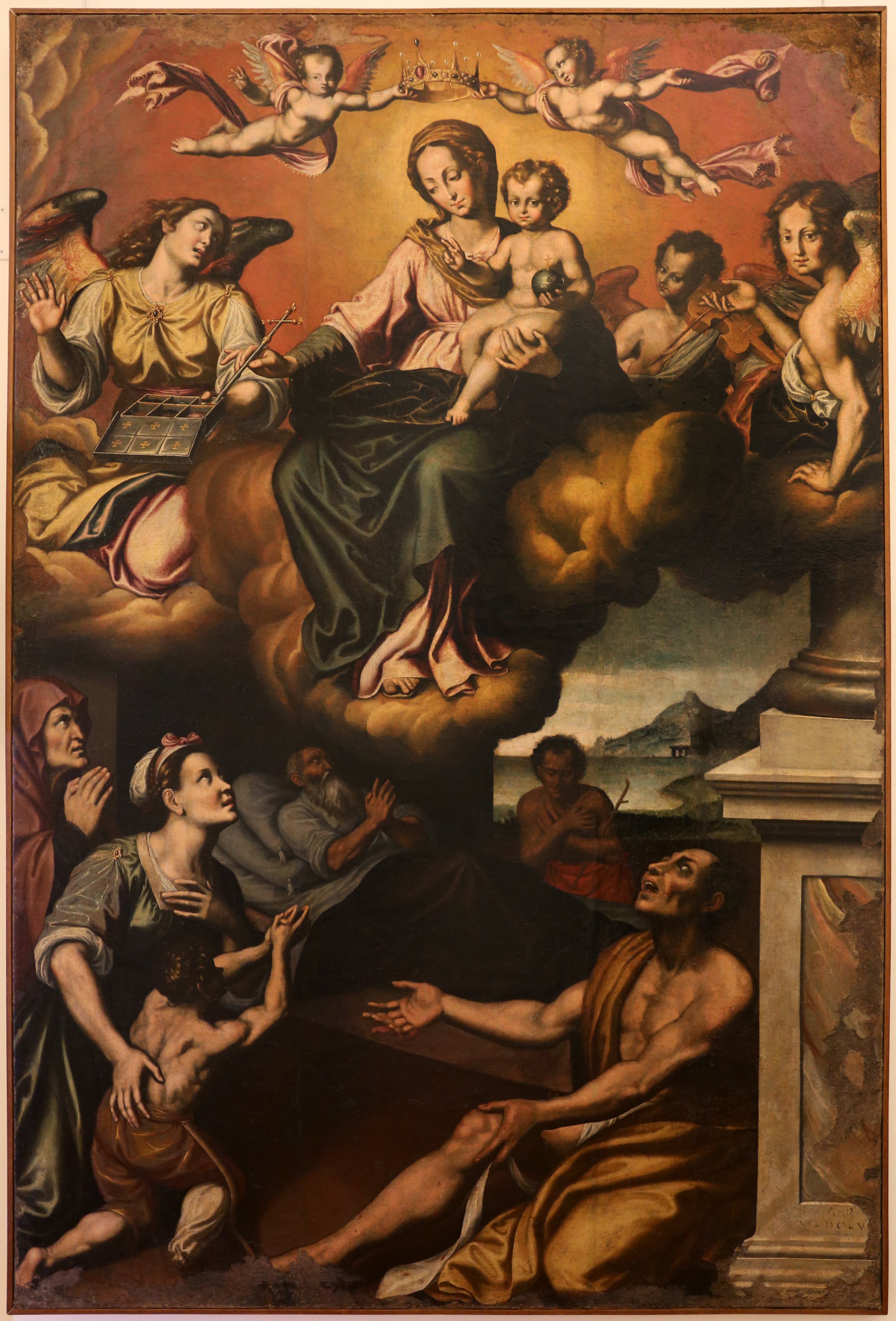
Madonna dei mali,1609 ca., Potenza, Chiesa della Trinità

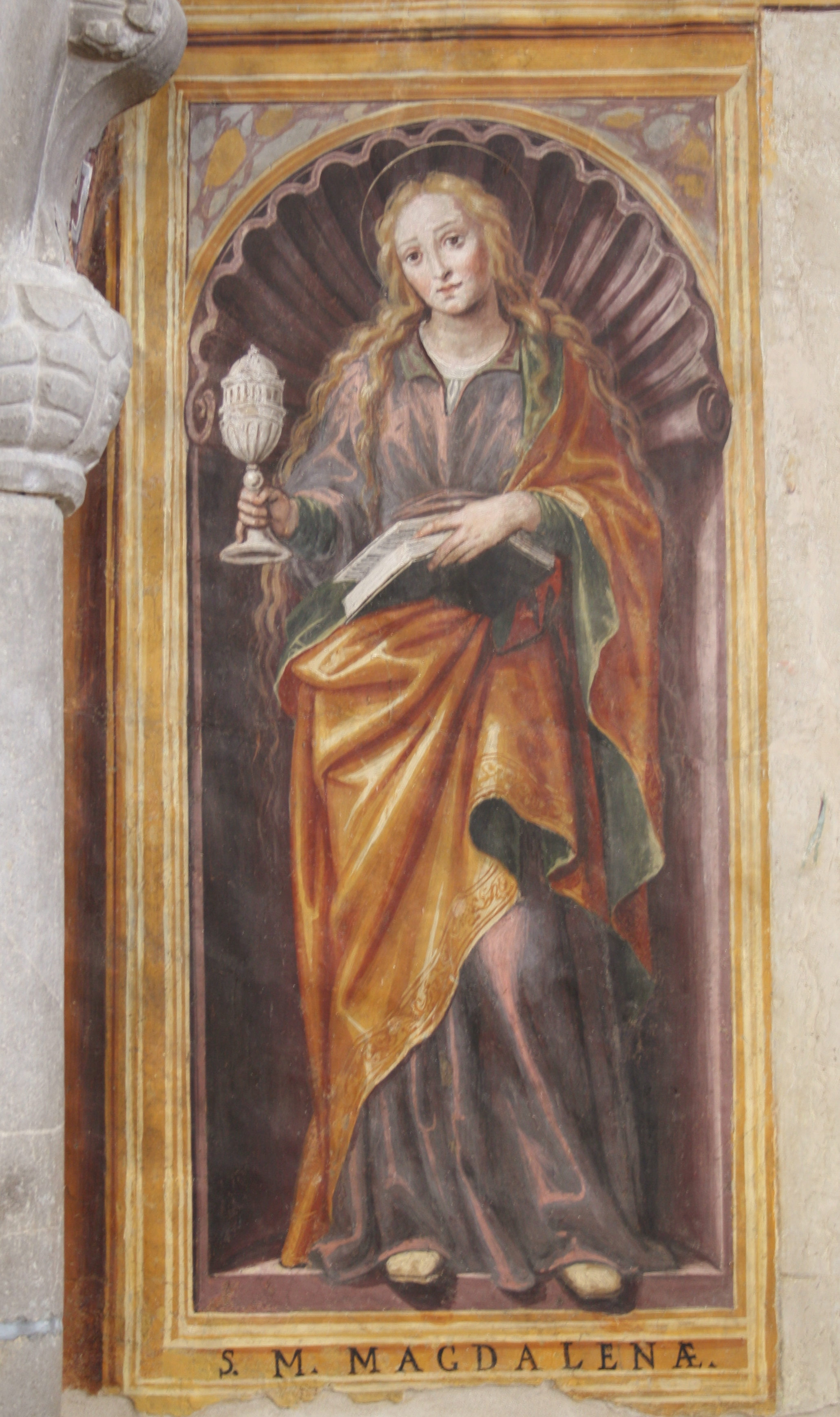
Santa Maddalena, 1630 ca., Cancellara, Chiesa della Santissima Annunziata

- Pietà (1608) - Chiesa di San Francesco, Potenza[4]
- "Assunzione di Maria" (II metà del XVIII sec.) - Chiesa Madre di San Nicola Vescovo, Brindisi Montagna
- "Madonna del Rosario" (II metà del XVIII sec.) - Chiesa Madre di San Nicola Vescovo, Brindisi Montagna
- Madonna dei Mali (1608 ca.) - Chiesa della Trinità, Potenza
- San Francesco d'Assisi, Sant'Antonio (1608) - Convento della Beata Vergine del Rosario (in origine nella chiesa del Convento di Sant'Antonio la Macchia), Potenza
- Madonna della Consolazione con i Santi Agostino, Stefano, Maria Maddalena e Monica (1610) - Chiesa di Santo Stefano, Sala Consilina
- San Francesco, San Leonardo, Miracolo della mula, Monogramma di Cristo, Santa Chiara scaccia i Saraceni (1611) - Chiesa dei Cappuccini (ora in deposito presso la Certosa di San Lorenzo a Padula), Polla
- Annunciazione della Vergine (1612) - Chiesa di San Michele, Potenza
- Madonna di Costantinopoli con le Sante Caterina d'Alessandria e Barbara, Eterno Padre, (Inizi del secondo decennio del Seicento) - Chiesa dei Cappuccini (ora in deposito presso la Certosa di San Lorenzo a Padula), Polla
- Apparizione del Bambino a Sant'Antonio di Padova (1613) - Chiesa Madre di San Nicola Magno, Missanello
- Madonna delle Grazie e Santi Onofrio e Carlo Borromeo (1615) - Chiesa di Santo Stefano,Sala Consilina
- Eterno Padre (1610-1615) - Cappella di Santa Sofia, Sala Consilina
- Incoronazione della Vergine (1615-1619) - Chiesa di Sant'Antonio, Anzi

- Natività (1620 ca.) - Chiesa Madre del Sacro Cuore (già Santa Maria ad Nives), Sant'Angelo le Fratte
- Donazione della pianeta a Sant'Ildefonso da Toledo (1620) - Chiesa di Santa Maria Maggiore, Abriola
- Madonna del Carmine con i Santi Giovanni Battista e Carlo Borromeo (Inizi del terzo decennio del Seicento) - Chiesa di Santa Lucia, Anzi
- Madonna del Rosario (Primi anni Venti del Seicento) - Chiesa Madre di Santa Maria Maggiore, Albano di Lucania
- Storie della Vergine, Storie dei Santi Francesco d'Assisi e Antonio di Padova, Santi Pietro e Paolo, San Biagio, Profeti, Angeli (1622-1629) - Affreschi della Cappella di Santa Maria degli Angeli, Brienza
- Natività (Terzo decennio del Seicento) -  Chiesa di San Nicola di Bari, Picerno
- Immacolata Concezione (Metà anni Venti del Seicento) - Chiesa di Sant'Antonio, Castelcivita
- Assunzione della Vergine (Anni Venti del Seicento) - Chiesa dell'Ospedale Maria SS. Addolorata, Eboli
- San Francesco d'Assisi (Fine anni Venti del Seicento) - Oggi nel Convento dell'Immacolata, Salerno
- Il Volto Santo (Fine anni Venti del Seicento) - Chiesa di San Nicola di Bari, Castelcivita
- Profeta Isaia, San Luca Evangelista, Eterno Padre, Angeli (Fine terzo decennio del Seicento) - Affreschi della Cappella di San Giovanni Battista, Satriano di Lucania
- Compianto su Cristo morto (1627) - Chiesa del Convento di Santa Gertrude (già Santa Sofia), Castelcivita
- Apparizione della Madonna al Beato Felice da Cantalice (Fine anni Venti del Seicento) - Chiesa di Sant'Antonio, Castelcivita
- Incoronazione della Vergine (1629) - Chiesa di Sant'Antonio, Tito
- Immacolata Concezione (1630 ca.) - Chiesa della Santissima Annunziata, Tortora
- Sante Lucia e Chiara, Trinità; Santi Maddalena, Lorenzo, Stefano, Leonardo e Sofia; Cristo e San Francesco d'Assisi portacroce (1630 ca.) - Chiesa della Santissima Annunziata, Cancellara
- Apparizione del Bambino Gesù a Sant'Antonio di Padova (1631) - Chiesa di San Francesco, Pietrapertosa
- Immacolata Concezione e Santi Bonaventura, Ludovico di Tolosa, Antonio di Padova, Francesco d'Assisi, Chiara, Sette martiri francescani, Beato Felice da Cantalice; Eterno Padre, Santi Giovanni Battista e Giuseppe (1633) - Chiesa della Madonna del Carmine, Piaggine
- Compianto su Cristo morto (Anni Trenta del Seicento) - Chiesa di Santa Croce, Moliterno
- Trinitas Terrestris (Inizi degli anni Quaranta del Seicento) - Chiesa Madre di Santa Maria dell'Olmo, Castelmezzano
- Madonna del Rosario (Quinto decennio del Seicento) - Chiesa Madre del Sacro Cuore (già Santa Maria ad Nives), Sant'Angelo le Fratte
- San Vito martire (Anni Quaranta del Seicento) - Chiesa Madre del Sacro Cuore (già Santa Maria ad Nives), Sant'Angelo le Fratte
- Eterno Padre (Anni Quaranta del Seicento) - Chiesa dei Santi Matteo e Margherita, Sicignano degli Alburni
- Madonna col Bambino e i Santi Francesco d'Assisi, Lorenzo e Domenico (1649) - Chiesa di Sant'Antonio, Balvano
- Storie e miracoli di Sant'Antonio di Padova; Storie di San Francesco d'Assisi; Storie dell'Antico e del Nuovo Testamento; Santi francescani (1652) - chiostro del Convento di Sant'Antonio, Balvano
- Crocifissione con San Domenico (1653) - Chiesa delle Domenicane (ora presso l'Archivio notarile), Matera
- Madonna del Rosario (Anni Cinquanta del Seicento) - Chiesa Madre di Santa Maria Maggiore, Pignola
- Polittico nella chiesa di Piaggine

## Museo multimediale "Il Palco dei Colori"
Nell'agosto del 2012, all'interno della Rocca Duca di Poggiardo a Satriano di Lucania, è stato inaugurato un museo multimediale legato alla vita e all'opera dell'artista, nativo di Pietrafesa (antico nome dell'attuale Satriano di Lucania).
Il "Palco dei Colori", realizzato da Labirinto Visivo, ricostruisce il percorso artistico del più importante pittore lucano del Seicento, attraverso la digitalizzazione in alta risoluzione di tutte le sue opere. 
In uno degli ambienti è possibile attraverso desk multi-touch, ammirare con estrema nitidezza ogni dettaglio delle tele e degli affreschi. Ciascuna opera è corredata da una scheda critica, un atlante simbolico e uno studio sui paesi dove il pittore ha lasciato traccia, così da delineare un percorso d'insieme che “racconta” il Pietrafesa e la società in cui ha vissuto e operato.